# ناعومي فيسر
ناعومي فيسر (بالهولندية: Naomi Visser)‏ هي لاعبة جمباز فني هولندية، ولدت في 24 أغسطس 2001 في بابندريخت في هولندا.

## وصلات خارجية
- ناعومي فيسر على موقع الاتحاد الدولي للجمباز (licence) (الإنجليزية)
- ناعومي فيسر على موقع الاتحاد الدولي للجمباز (biography) (الإنجليزية)
- ناعومي فيسر على موقع اللجنة الأولمبية الدولية (الإنجليزية)